# خربة واضح (الخليل)
خربة واضح هي تجمع سكاني فلسطيني تقع في منطقة جبلية تطل على الساحل الفلسطيني ضمن أراضي مدينة دورا بمحافظة الخليل جنوب الضفة الغربية، وعلى بعد 13 كيلو متر جنوب غرب مدينة الخليل، وترتفع عن سطح البحر حوالي 880م، وإلى الغرب من خربة الطبقة، وهي ضمن الأراضي التي احتلت عام 1967.
تدار خربة واضح إدارياً من قبل مجلس بلدي مدينة دورا تابع لوزارة الحكم المحلي الفلسطينية ويضم(رفادة، واضح، كريسة، الطبقة، الهجرة).
بلغ عدد سكان قرية واضح وفق الجهاز المركزي للإحصاء الفلسطيني عام 2007، (72)نسمة، وهي موقع أثري قديم وتضم مواقع تاريخية.